# The Aeroplane Flies High
The Aeroplane Flies High es un álbum recopilatorio en CD del disco Mellon Collie and The Infinite Sadness de la banda estadounidense The Smashing Pumpkins, y que contiene los cinco sencillos publicados de dicho disco, «Bullet with Butterfly Wings», «1979», «Zero», «Tonight, Tonight» y «Thirty-three».

## Contenido musical

### Bullet with Butterfly Wings
| «Bullet with Butterfly Wings» |                               |          |  |
| N.º                           | Título                        | Duración |  |
| 1.                            | «Bullet with Butterfly Wings» | 4:18     |  |
| 2.                            | «...Said Sadly»               | 3:12     |  |
| 3.                            | «You're All I've Got Tonight» | 3:10     |  |
| 4.                            | «Clones (We're All)»          | 2:44     |  |
| 5.                            | «A Night Like This»           | 3:38     |  |
| 6.                            | «Destination Unknown»         | 4:16     |  |
| 7.                            | «Dreaming»                    | 5:12     |  |

### «1979»
| «1979» |                        |          |  |
| N.º    | Título                 | Duración |  |
| 1.     | «1979»                 | 4:22     |  |
| 2.     | «Ugly»                 | 2:50     |  |
| 3.     | «The Boy»              | 3:04     |  |
| 4.     | «Cherry»               | 4:02     |  |
| 5.     | «Believe»              | 3:14     |  |
| 6.     | «Set the Ray to Jerry» | 4:10     |  |

### «Zero»
| «Zero» |                     |          |  |
| N.º    | Título              | Duración |  |
| 1.     | «Zero»              | 2:41     |  |
| 2.     | «God»               | 3:10     |  |
| 3.     | «Mouths of Babes»   | 3:47     |  |
| 4.     | «Tribute To Johnny» | 2:34     |  |
| 5.     | «Marquis in Spades» | 3:18     |  |
| 6.     | «Pennies»           | 2:29     |  |
| 7.     | «Pastichio Medley»  | 22:57    |  |

### «Tonight, Tonight»
| «Tonight, Tonight» |                              |          |  |
| N.º                | Título                       | Duración |  |
| 1.                 | «Tonight, Tonight»           | 4:19     |  |
| 2.                 | «Meladori Magpie»            | 2:45     |  |
| 3.                 | «Rotten Apples»              | 3:02     |  |
| 4.                 | «Jupiter's Lament»           | 2:29     |  |
| 5.                 | «Medellia of the Gray Skies» | 3:11     |  |
| 6.                 | «Blank»                      | 2:55     |  |
| 7.                 | «Tonite Reprise»             | 2:42     |  |

### «Thirty-three»
| «Thirty-three» |                                                      |          |  |
| N.º            | Título                                               | Duración |  |
| 1.             | «Thirty-three»                                       | 4:12     |  |
| 2.             | «The Last Song»                                      | 3:55     |  |
| 3.             | «The Aeroplane Flies High (Turns Left, Looks Right)» | 8:33     |  |
| 4.             | «Transformer»                                        | 3:26     |  |
| 5.             | «The Bells»                                          | 2:17     |  |
| 6.             | «My Blue Heaven»                                     | 3:24     |  |